# Eleaf
Eleaf ist eine Insel in der Region Semienawi Kayih Bahri in Eritrea. Sie gehört zum Dahlak-Archipel und ist etwa 18,9 Kilometer vom eritreischen Festland entfernt.
Die Insel ist etwa 510 Meter lang und 50 Meter breit.